# Anna Bukis
Anna Bukis-Owsiak (ur. 8 września 1953 w Wałczu) – polska lekkoatletka, specjalizująca się w biegach średnich. Trenerka, sędzia sportowy.

## Życiorys
Ukończyła poznańską AWF w 1977. Olimpijka z Moskwy (1980). Zawodniczka klubów: Orzeł Wałcz i Skra Warszawa. 
Największe sukcesy osiągała w biegu na 1500 m. Reprezentowała Europę w Pucharze Świata (1981 – 4. miejsce na 1500 m z czasem 4:06.72), a podczas zawodów Pucharu Europy w 1981 była trzecia (4:04,38). W finale halowych mistrzostw Europy (Sindelfingen 1980) zdobyła srebrny medal (4:13,1). W 1981 sklasyfikowana na 9. miejscu na 1500 m w rankingu magazynu Track & Field News.
3-krotna mistrzyni Polski na 1500 m (1980) oraz w sztafecie 4 × 400 m (1974, 1975). 6-krotna rekordzistka kraju, w tym 4-krotna na 1500 m oraz na 1000 m i w sztafecie 4 × 400 m. Wynik na 1500 m – 3:59,67 z 1981 przetrwał jako rekord Polski 19 lat i poprawiony został dopiero przez Lidię Chojecką. 
Mieszka w Warszawie. Jest trenerką biegów średnich w klubie OKS SKRA Warszawa.

## Rekordy życiowe
- bieg na 800 m – 1.58.51 (1980)
- bieg na 1500 m – 3:59.67  (1981)